# De tre aporna
För Stephan Mendel-Enks roman med samma namn, se Tre apor (roman).

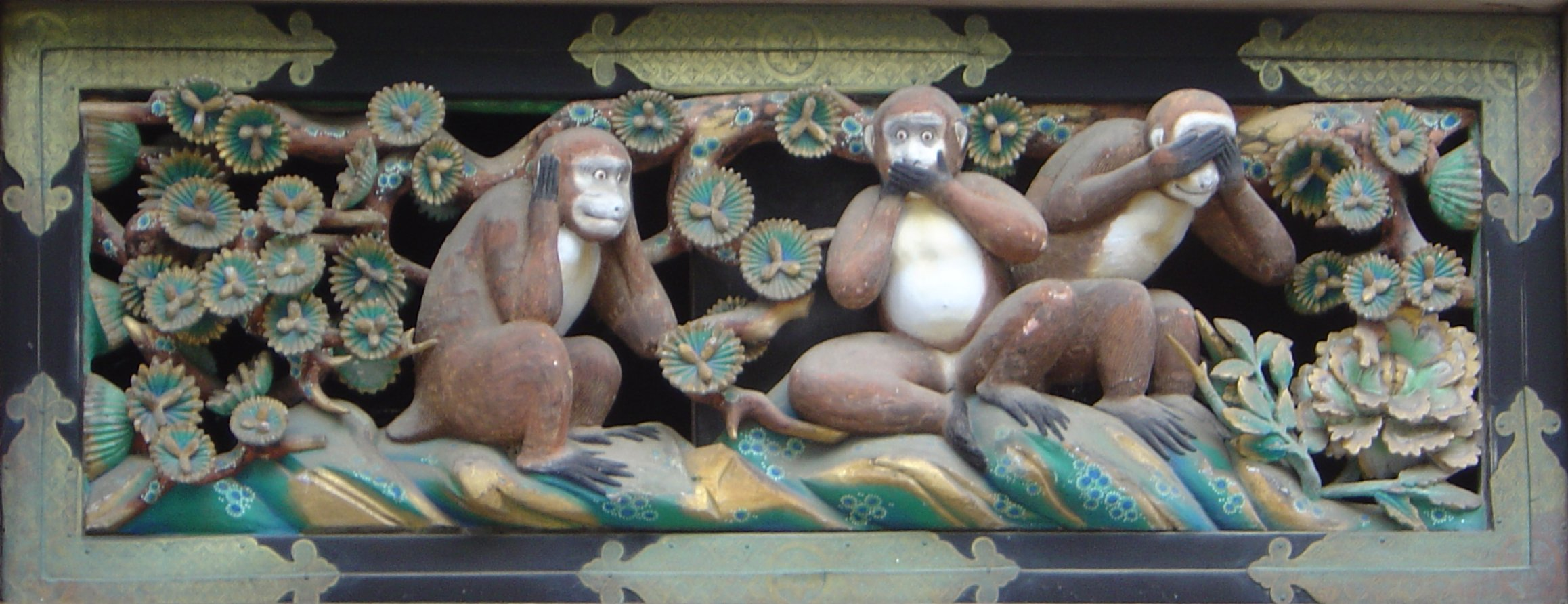
De tre aporna i sin ursprungliga gestalt i Nikkō, Japan.

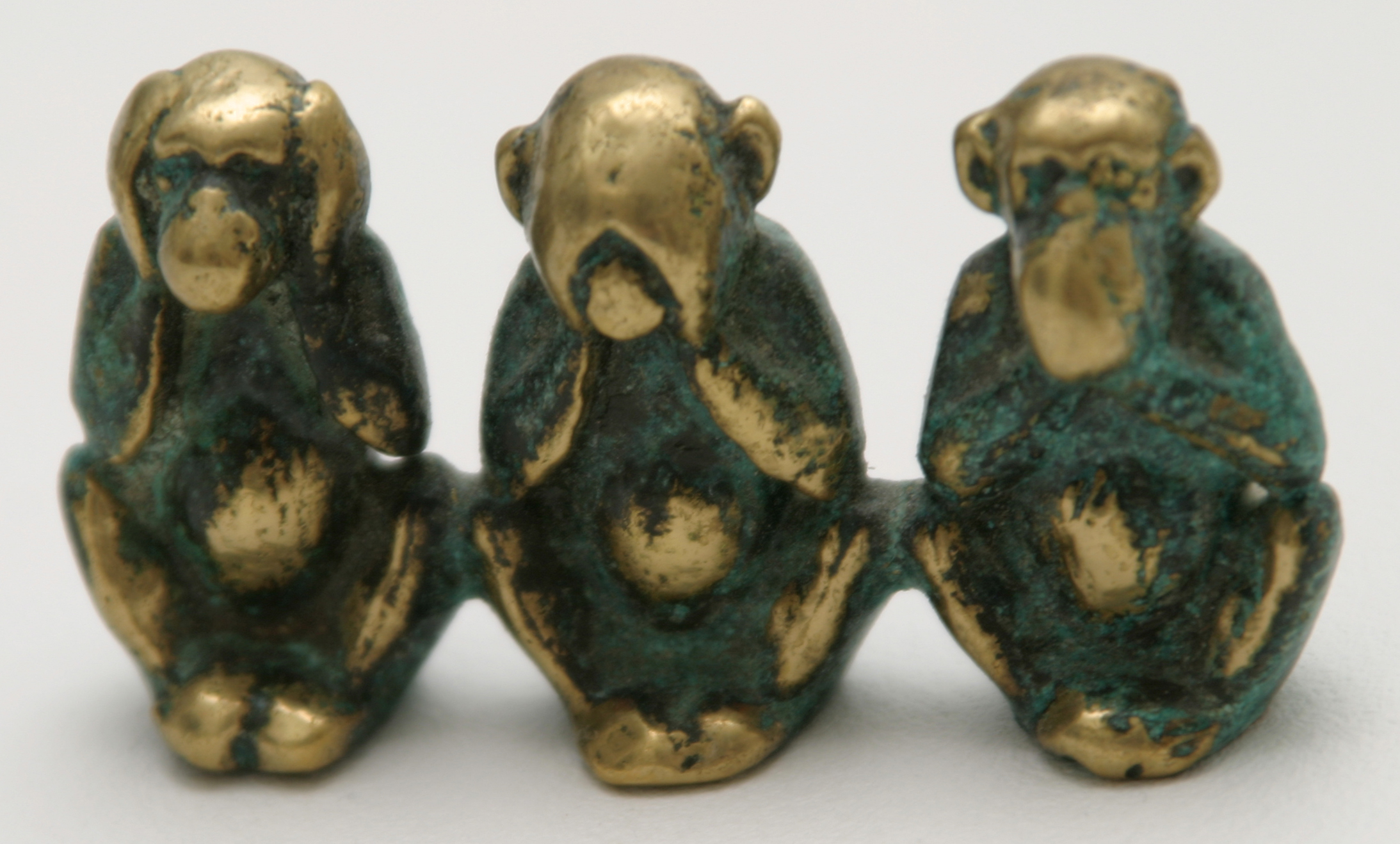
Liten staty av de tre aporna.

De tre aporna, (japanska: 三猿, san'en eller sanzaru, eller 三匹の猿, sanbiki no saru) är ett gammalt motiv i japansk konst. Det föreställer tre apor, varav en håller för sina öron, en annan sina ögon, och en tredje sin mun. Motivet förknippas med det japanska mottot att ”inte se (något ont), inte höra (något ont), inte säga (något ont)”. Den mest kända, och kanske äldsta, plats där motivet med de tre aporna återges är i ett snideri från 1600-talet över en port i Shintohelgedomen Tōshō-gū i den japanska staden Nikkō. I dag förekommer motivet över hela världen. Till exempel inkluderades de tre apornas emojivarianter år 2010 i den industriella teckenstandarden Unicode: 🙉🙈🙊.

## Mottots betydelse och ursprung
Mottot att ”inte se (något ont), inte höra (något ont), inte säga (något ont)” ger uttryck för en buddhistisk tanke om att den som inte exponeras för ondska inte heller kommer att reflektera denna ondska i sitt tal och sina gärningar. 
Tanken att den som inte exponerats för oönskade tankar inte heller kommer att tänka sådana på egen hand är levande i Östasien idag. Den kinesiska regimen bedriver omfattande censur för att förhindra att det egna landets invånare kommer i kontakt med pornografi och oönskade politiska budskap. 
I en djupare mening anses det enligt olika skolor inte finnas någon ondska. Det finns bara kärlek och oförmåga eller okunskap. Det innebär att någon som nått riktigt djup insikt om livet inte ser en medmänniska som ond. Medmänniskan saknar bara förmågan att vara kärleksfull. Det innebär också att det inte finns något ondskefullt att säga om någon. Personer kan sakna insikter och förmågan att vara/uttrycka sin kärlek till andra. Det innebär också att när man lyssnar på andra hör man inget ondskefullt utan i värsta fall bara bristande insikter och oförmåga att uttrycka kärlek.  
Egentligen kan ingen höra ondska om den inte finns. Ingen kan se ondska om den inte finns och ingen kan säga ondskefulla saker om de inte finns. Allt ligger hos betraktaren. 
Ordspråket kan också uppfattas mer jordnära som en påminnelse om att inte lyssna på eller aktivt bidra till exempelvis skvaller och förtal. Uttrycket kom troligen från Indien via Kina till Japan på 700-talet, där den så småningom också anammades av shintoismen.

## Förvrängd betydelse i västerlandet
I västerlandet har ordspråkets och motivets betydelse ofta tolkats annorlunda, och förknippats med mentala skygglappar och önsketänkande: att inte vilja se eller erkänna missförhållanden och faror. Detta gäller inte minst i den anglosaxiska världen, där mottots översättning ”see no evil, hear no evil, speak no evil” är ett levande uttryck. Ett exempel är Keith Harings allusion på motivet, vilket var en kritik mot samhällets ovilja att hantera aids-frågan.

## Motivet och dess koppling till mottot
Att det är just apor som får illustrera mottot kan förklaras som en japansk ordlek. På klassisk japanska lyder ordspråket ”mizaru, kikazaru, iwazaru" (見ざる, 聞かざる, 言わざる) Negationen –zaru, som avslutar alla de tre orden, låter likadant som det japanska ordet för apa, saru, skulle göra som efterled i en sammansättning (-saru). Mizaru skulle alltså kunna betyda 'inte se' eller 'se-apa'.
De tre orden i mottot används också som namn på respektive apa:
- Mizaru eller Minai (jap: “inte se”), som håller för ögonen.
- Kikazaru eller Kikanai (jap: “inte höra”), som håller för öronen.
- Iwazaru eller Iwanai (jap: “inte säga”), som håller för munnen.

Motivet med de tre aporna förknippas också med en myt om hur gudarna sände tre spejare till jorden för att rapportera människornas fel och brister. Bilden av de tre aporna som låter bli att höra, se respektive tala blir i det sammanhanget ett uttryck för förhoppningen om att gudarnas informanter ska ha en förlåtande inställning och inte rapportera människornas synder.

## En fjärde apa
I moderna avbildningar av motivet förekommer ibland en fjärde apa, Shizaru, som sägs representera principen att inte göra något ont. Den återges ibland med humoristiska eller ekivoka förtecken och håller sig mellan benen. Apan kan antas vara ett sentida tillägg av turistindustrin.